# Qermezdāsh
Qermezdāsh (persiska: قرمزداش) är en ort i Iran.   Den ligger i provinsen Västazarbaijan, i den nordvästra delen av landet, 700 km nordväst om huvudstaden Teheran. Qermezdāsh ligger 2 482 meter över havet och antalet invånare är 135.
Terrängen runt Qermezdāsh är kuperad åt sydväst, men åt nordost är den bergig. Qermezdāsh ligger uppe på en höjd.Runt Qermezdāsh är det ganska glesbefolkat, med 39 invånare per kvadratkilometer. Närmaste större samhälle är Mākū, 11,5 km nordost om Qermezdāsh. Trakten runt Qermezdāsh består i huvudsak av gräsmarker.